# Raja 1
Die Raja 1 (ราชา 1) ist eine kombinierte Auto- und Personenfähre der Raja Ferry Ltd.

## Geschichte

### Nordfriesland
Die Fähre wurde 1978 unter der Baunummer 1421 als modifizierter Nachbau der 1972 fertiggestellten Schleswig-Holstein für die Wyker Dampfschiffs-Reederei (W.D.R.) auf der Husumer Schiffswerft GmbH in Husum gebaut. Die Taufe des Schiffs fand am 24. Februar 1978, dem Tag des Stapellaufs, auf den Namen Nordfriesland statt. Taufpatin war Christel Zorn. Am 7. April 1978 wurde das Schiff an die Reederei abgeliefert. Seitdem fuhr die Fähre zwischen dem Festlandshafen Dagebüll und den Inseln Föhr und Amrum.
Im Februar und März 1987 wurde das Schiff auf der Meyer Werft in Papenburg um 9,90 m verlängert, nachdem die Uthlande 1986 bereits erfolgreich verlängert worden war. Der Umbau diente der Erhöhung der Kapazität. Dabei wurde erstmals bei einem Schiff der Wyker Dampfschiffs-Reederei ein behindertengerechter Aufzug eingebaut.

### Raja 1
1995 wurde die Nordfriesland nach Thailand verkauft, wo sie als Raja 1 zwischen Don Sak und der Insel Ko Samui verkehrt.
Das Schiff wurde im August 2020 von thailändischen Behörden stillgelegt, da es instabil sei und nach Backbord Schlagseite habe.

### Literarische Erwähnung
Teile der Überführungsfahrt von Nordfriesland gen Thailand werden im Buch „Wellenbrecher“ (Herausgeber: Stefan Krücken) beschrieben. Erich Bradhering, ehemaliger Kapitän der Nordfriesland und bei dieser Fahrt als nautischer Berater an Bord, schildert die chaotischen Verhältnisse an Bord auf der Teilstrecke bis ins Mittelmeer.